# Bellissima (programma televisivo)
Bellissima è stato un programma televisivo italiano trasmesso da Canale 5 dal 1992 al 1997 e nel 2000, per un totale di sette edizioni. Si trattava di un concorso di bellezza organizzato da Fininvest come risposta al noto  Miss Italia, che all'epoca andava in onda sulle reti RAI.

## Storia
La trasmissione è stata condotta nella sua prima edizione da Luca Barbareschi e Luana Colussi, che ha poi affiancato Gerry Scotti e Alberto Castagna, che si sono succeduti rispettivamente nel 1993 e nel 1994. La quarta e quinta edizione, trasmesse nel 1995 e 1996, sono state presentate ancora da Castagna insieme alla compagna Francesca Rettondini. Quest'ultima conduce anche l'anno successivo al fianco di Gerry Scotti.
Dopo alcuni anni di pausa, nel 2000 il programma è tornato in onda con un'ultima edizione rinominata Bellissima d'Italia, condotta da Gerry Scotti con la partecipazione di Alessia Fabiani, Benedetta Massola (entrambe già tra le vincitrici del concorso), Vincenza Cacace ed Elisa Triani. Le quattro ragazze erano state, in quella stagione televisiva, parte delle Letterine di Passaparola, programma condotto dallo stesso Scotti, in cui uno degli autori, Mario Pellicano, era anche autore di Bellissima insieme all'ideatore della sigla e autore Adriano Bonfanti.
Ideato da Gigi Reggi, il concorso era realizzato in collaborazione con il settimanale Grazia e l'agenzia di moda Riccardo Gay, attraverso i quali si arrivava alla selezione delle finaliste, protagoniste della serata finale, unica trasmessa in televisione e in onda in prima serata su Canale 5 negli ultimi giorni di agosto o nei primi di settembre. Le ragazze finaliste erano ventiquattro, poi portate ventisei nell'edizione del 1994 e a quaranta nell'edizione del 1995. La vincitrice dell'edizione veniva scelta da una giuria di rappresentanti del mondo della moda e dello spettacolo e dal televoto degli spettatori da casa; a chi si aggiudicava il titolo spettava un contratto di collaborazione con Fininvest e con la Riccardo Gay.
Ogni edizione del programma ha visto la partecipazione di un team di coreografi che preparavano le concorrenti in gara insegnando loro stacchetti, momenti di ballo e sfilate il tutto preparato in uno stage di 15 giorni incentrato sul canto, sul ballo e sulla dizione, seguite da Brian & Garrison, Manuel Frattini e Maura Paparo.

## Programmazione
La quinta edizione della trasmissione è andata in onda nella giornata di mercoledì 28 agosto 1996 alle ore 20:40 su Canale 5. La trasmissione è stata la trasmissione più seguita di quella giornata ed è riuscita a totalizzare un ascolto pari a 4.485.000 telespettatori.

## Edizioni
| Titolo              | Anno | Edizione | Conduzione       | Co-conduzione        | Co-conduzione        | Co-conduzione        | Co-conduzione        | Regia              | Vincitrice        |
| ------------------- | ---- | -------- | ---------------- | -------------------- | -------------------- | -------------------- | -------------------- | ------------------ | ----------------- |
| Bellissima          | 1992 | 1ª       | Luca Barbareschi | Luana Colussi        | Luana Colussi        | Luana Colussi        | Luana Colussi        | Maurizio Pagnussat | Benedetta Massola |
| Bellissima          | 1993 | 2ª       | Gerry Scotti     | Luana Colussi        | Luana Colussi        | Luana Colussi        | Luana Colussi        | Maurizio Pagnussat | Uriana Capone     |
| Bellissima          | 1994 | 3ª       | Alberto Castagna | Luana Colussi        | Luana Colussi        | Luana Colussi        | Luana Colussi        | Maurizio Pagnussat | Alessia Fabiani   |
| Bellissima          | 1995 | 4ª       | Alberto Castagna | Francesca Rettondini | Francesca Rettondini | Francesca Rettondini | Francesca Rettondini | Maurizio Pagnussat | Chiara Conti      |
| Bellissima          | 1996 | 5ª       | Alberto Castagna | Francesca Rettondini | Francesca Rettondini | Francesca Rettondini | Francesca Rettondini | Maurizio Pagnussat | Elisa Salmasi     |
| Bellissima          | 1997 | 6ª       | Gerry Scotti     | Francesca Rettondini | Francesca Rettondini | Francesca Rettondini | Francesca Rettondini | Maurizio Pagnussat | Simona Bonazzi    |
| Bellissima d'Italia | 2000 | 7ª       | Gerry Scotti     | Alessia Fabiani      | Benedetta Massola    | Vincenza Cacace      | Elisa Triani         | Maurizio Pagnussat | Francesca Lodo    |

## DopoBellissima
Segue un elenco delle partecipanti diventate poi volti noti nel mondo della moda e della tv:
1992
- Benedetta Massola, 1ª classificata, attrice, modella, showgirl, letterina di Passaparola.
- Adriana Giotta, modella.
- Milena Salvemini, modella e attrice (Ugo).
- Francesca Lustrissimi, modella.
- Wilma Oliverio, valletta (Ok, il prezzo è giusto!) e moglie dello chef Alessandro Borghese.
- Simona D'Azeglio, modella e attrice (Panarea).

1993
- Uriana Capone, 1ª classificata, showgirl.
- Karin Perathoner, modella e spot pubblicitari.
- Flavia Mantovan, modella (finalista a The look of the year 1994, Miss Italia 1996, vincitrice di Miss Europa 1997), oggi artista.

1994 
- Alessia Fabiani, 1ª classificata, attrice, modella, showgirl, letterina di Passaparola.
- Paola Cambiaghi, giornalista tv.
- Tatiana Zaghet, 2ª classificata a Miss Italia 1991, fotografa.
- Lea Attulo, volto per anni de I fatti vostri.

1995
- Chiara Conti, 1ª classificata, modella poi attrice.
- Elisabetta Pellini, 2ª classificata, valletta, coduttrice e attrice.
- Federica Fontana, 3ª classificata, valletta, modella, showgirl.
- Paola D'Arpa, ballerina tv e modella.
- Giovanna Palmieri, oggi iena in tv con il nome di Nina.
- Erminia Castriota, volto di Uomini e donne.

1997
- Eleonora Di Miele, 2ª classificata, modella, ballerina, cantante, conduttrice e attrice.

2000 (NB: le due prime classificate sono cugine)
- Francesca Lodo, 1ª classificata, modella, letterina di Passaparola.
- Giorgia Palmas, 2ª classificata, 2ª classificata a Miss Mondo 2000, modella, valletta, velina di Striscia la notizia, showgirl, conduttrice e attrice.

## Spin-off
Dal 1996 al 1998 all'interno della serata estiva Moda Mare a... veniva realizzato un concorso dal titolo Bellissima d'Europa che vedeva in gara le più belle ragazze del continente europeo. Nel 1999 e nel 2000 il concorso si aprì alle ragazze di tutto il mondo assumendo il titolo di Bellissima del mondo. 